# لوئیزا نرسیسیان
لوئیزا نرسیسیان (ارمنی: Լուիզա Ներսիսյան؛ زادهٔ ۲۳ ژوئیهٔ ۱۹۷۷) بازیگر اهل ارمنستان است. وی از سال ۱۹۸۳ میلادی تاکنون مشغول فعالیت بوده‌است.

## زندگی‌نامه
وی با نام اصلی یلیزاوتا آشوتی نرسیسیان (ارمنی: Ելիզավետա Աշոտի Ներսիսյան) در ۲۳ ژوئیهٔ ۱۹۶۷ در ایروان به دنیا آمد و از انستیتو دولتی سینما و تئاتر ایروان فارغ‌التحصیل شد. وی همسر کمدین سرشناس ارمنی، هراند توخاتیان می‌باشد. از فیلم‌ها یا برنامه‌های تلویزیونی که وی در آن نقش داشته‌است می‌توان به سه هفته در ایروان و حیاط ما (فصل سوم) اشاره کرد.

## گزیده فیلمشناسی
- hy:Սիրո գործակից
- hy:Տաքսի «Էլի լավ ա»
- hy:Հոբելյանական հաճախորդ
- hy:Սկոտչ և վիսկի
- hy:Poker.Am (ֆիլմ)
- hy:Էրկեն կիշեր

## جوایز و نامزدی‌ها
| سال  | جایزه              | رده                  | شهر    | نتیجه |
| ---- | ------------------ | -------------------- | ------ | ----- |
| ۲۰۰۸ | جوایز کمدی ارمنیان | هنرپیشه زن کمدی      | ایروان | برنده |
| ۲۰۱۱ |                    | Best Stylish Actress | ایروان | برنده |